# ایوان وارونه
ایوان وارونه (انگلیسی: Ivan Varone؛ زادهٔ ۱۱ اکتبر ۱۹۹۲) بازیکن فوتبال اهل ایتالیا است.
از باشگاه‌هایی که در آن بازی کرده‌است می‌توان به باشگاه فوتبال روبور سیه‌نا اشاره کرد.